# Оры
О́ры, также го́ры или хо́ры (др.-греч. Ὥραι — «времена́») — в древнегреческой мифологии богини времён года, ведающие порядком в природе. Дочери Зевса и Фемиды (либо Гелиоса и Селены). Стражи Олимпа, то открывающие, то закрывающие его облачные ворота: их называют привратницами неба. Запрягают коней Гелиоса.
В разное время насчитывалось разное число Ор, они также упоминаются под разными именами.
По Гигину — 9 имён, а в другом списке 12. По Нонну, их четыре. В Афинах почитались Талло (Цветущая) и Карпо (Богатая плодами), считавшиеся спутницами Афродиты; Гесиод упоминает имена трёх Ор — прислужниц Зевса: Эвномии (Законности), Дике (Справедливости) и Эйрены (Мира).
Упомянуты в «Илиаде» (V 749, VIII 393, VIII 433), «Одиссее» (XI 295; XII 4) и гимнах Гомера (II 16), им посвящён XLIII орфический гимн. Выведены как хор комедии у Кратина и Аристофана.

## Список Ор
- Авга — ора Рассвета[4].
- Ауксо (Авксо, Авксесия) — ора Весны; одна из Афинских Харит вместе с Гегемоной[англ.]-осенью[4]
- Акте — ора обеда и послеобеденных занятий
- Анатолия — ора Восхода[4].
- Аркт — ора Заката[4]; служанка Гармонии[6].
- Гесперида — ора завершения работы
- Гимнастика — ора утренних занятий[4]
- Дике — ора Справедливости[7].
- Дисис (Дюсис) — ора «Вечерница»[4]; служанка Гармонии, кормилица Селены[8].
- Евномия (Эвномия) — ора «Благозакония»[7].
- Евпория[англ.] (Эвпория) — ора Изобилия[4].
- Эйрена (Ирена) — ора Мира и Спокойствия[7].
- Карпо — ора Афин «Плодоносящая»; см. Фалло[9].
- Месембриада — ора Полудня[4]; служанка Гармонии[10].
- Мусика — ора утренних часов образования[4]
- Нимфе — ора Омовения[4].
- Орфосия (Ортосия) — ора Процветания[4].
- Спонде — ора Возлияния[4].
- Фалло (Талло) — ора Афин «Цветущая»; см. Карпо[9].
- Феруса[англ.] — ора Землевладения и Землепользования[4]
- Элете — ора послеобеденной молитвы